# ブランズウィック (メイン州)
ブランズウィック（英: Brunswick）は、アメリカ合衆国メイン州のカンバーランド郡にある町。人口は2万1756人（2020年）。町内にはボーディン・カレッジ、ボーディン・カレッジ美術館、ピアリー＝マクミラン北極博物館、ザ・シアター・プロジェクト、メイン州音楽劇場がある。またメイン州最新の総合病院であるミッドコースト病院やパークビュー・アドベンティスと医療センターもある。アメリカ海軍ブランズウィック航空基地があったが、2011年5月31日に閉鎖された。ポートランド都市圏に含まれる。

## 歴史

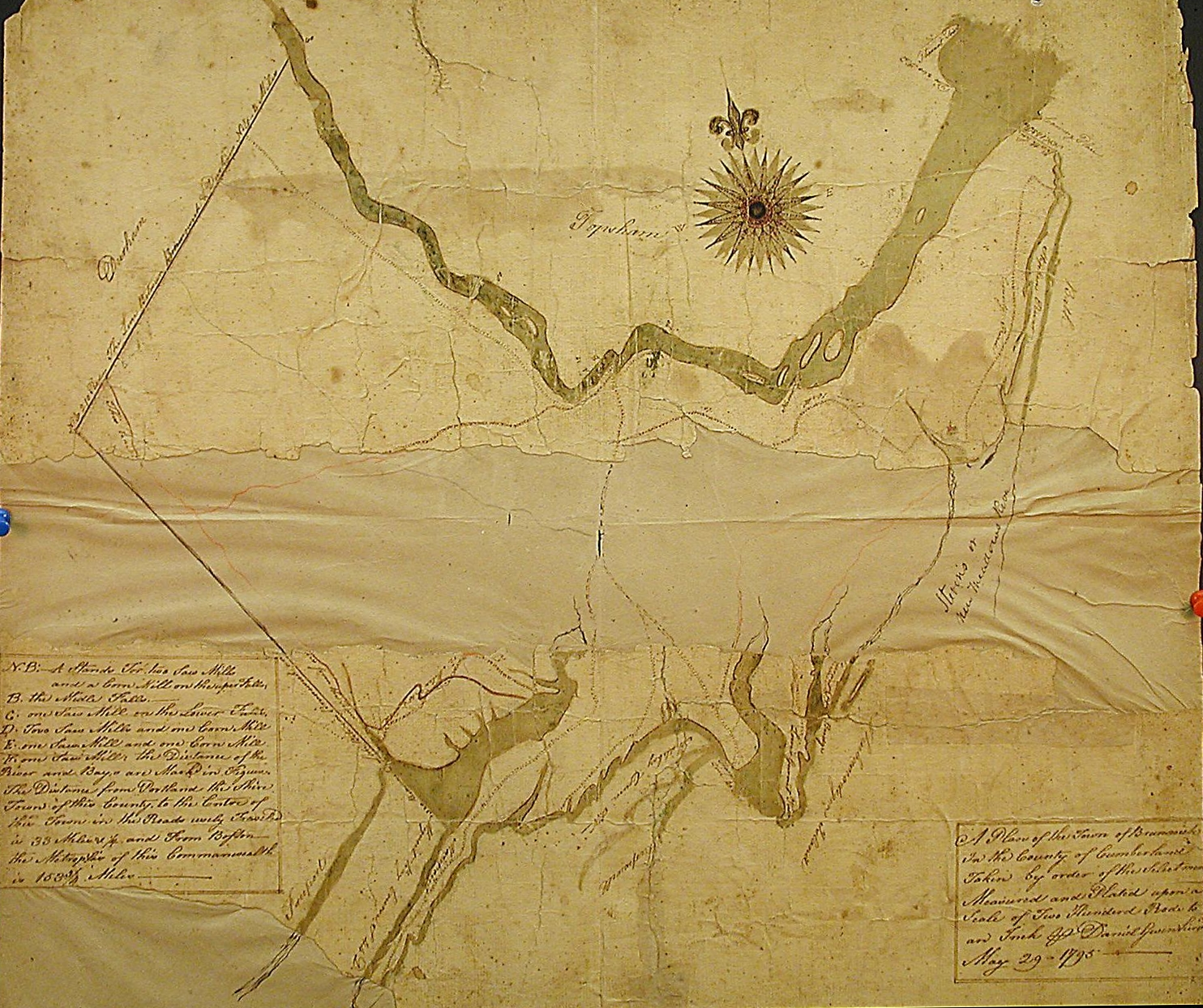
1795年5月29日のブランズウィック地図

ブランズウィック町となった所は、まず1628年にトマス・パーチェイスなど漁師が入り、川の「長く岩がちの急流」を意味するインディアンの言葉で「ペジェプスコット」と呼ばれていた。1639年、パーチェイスはその開拓地をマサチューセッツ植民地の保護下に置いた。フィリップ王戦争の1676年、ペジェプスコットは焼かれ放棄された。ウィリアム王戦争のときにその廃墟跡にアンドロス砦とよぶ駐屯地が建設された。この戦争中、ベンジャミン・チャーチ少佐の2回目の遠征で、1690年9月11日にカスコ湾に300名の兵士と共に到着した。このときアンドロスコギン川を遡りイギリス人のペジェプスコット砦（現在のブランズウィック）まで行った。そこから40マイル (64 km) 上流に行って、インディアンの村を攻撃した。退却中のインディアン3人ないし4人が銃で撃たれた。インディアンのウィグワムの中にチャーチがイギリス人捕虜5人を発見したとき、6人ないし7人の捕虜が見せしめとして殺され、他に9人が捕虜に取られた。その数日後、撤退中だったチャーチの部隊をケープエリザベスのパープーダックポイントでインディアンが襲い、7人を殺し、24人に負傷させた。9月26日、チャーチ隊はニューハンプシャー州のポーツマスまで戻った。
1713年ポーツマス条約によって、アベナキ族インディアンとイギリス人植民者との間で、地域の平和が生まれた。
1714年、ボストンとポーツマスの共同事業体が後にペジェプスコット買収地と呼ばれる土地を購入した。1717年、マサチューセッツ植民地議会がタウンシップを設立し、ハノーヴァー朝とその末裔である国王ジョージ1世を顕彰してブランズウィックと名付けた。滝の近くには1715年にジョージ砦と呼ぶ石造り砦が建設された。しかし、ダマーの戦争の1722年7月13日、ノリッジウォックから来たアベナキ族戦士が村を燃やした。その結果、サミュエル・シュート総督がアベナキ族に対して宣戦布告した。1774年、208人にイギリス兵がリッチモンド砦を出発し、ノリッジウォックを襲撃した。ブランズウィックの町は1727年に再建され、1739年には町として法人化された。繁盛する海港となり、1794年にはボーディン・カレッジが認可された。
アンドロスコギン川の滝は3段で落差が41フィート (12 m) あり、工業用の動力を供給した。ブランズウィックは木材の主要産地となり、25か所ほどの製材所があった。木材の中には造船に使われるものもあった。その他の製造業では、紙、石鹸、小麦粉、大理石、花崗岩、4輪馬車、ハーネス、鋤、家具、靴、菓子が作られた。この町ではメイン州初の綿糸工場ができた所であり、1909年にブランズウィック綿糸製造会社が建設された。この工場は1812年に買収されてメイン・コットン・アンド・ウールン・ファクトリー会社として拡大された。1857年、カボット製造会社が綿繊維を作るために設立された。この会社は倒産したウォランボ・ミルを買収し、滝に沿ってレンガ造り工場を拡張した。この会社はさらにスペースを必要とするようになり、1890年に町を説得してメインストリートを動かした。
今日のブランズウィックにはアメリカ合衆国国家歴史登録財に指定された多くの歴史地区がある。例えば、ペネルビル歴史地区では、連邦様式、ギリシャ復古調、イタリア様式で建設された造船業者や船長の邸宅を保存している。ブランズウィックの主要雇用主は、アウトドア用品のL・L・ビーン、造船のバス鉄工所の他、ガラス繊維建材や電気スイッチを製造する会社がある。メイン州中部海岸地域を対象とする多くの医療機関がブランズウィックにある。元はアメリカ海軍ブランズウィック航空基地が大きな雇用主だったが、閉鎖された。
小説『アンクルトムの小屋』は、ハリエット・ビーチャー・ストウ夫人の夫がボウディン大学の教授だったので、ブランズウィックに住んでいる時に書かれた。ストウ夫人は第一教区教会でこの小説の構想を得た。1993年の映画『顔のない天使』はブランズウィックで撮影された。

## 地理
アメリカ合衆国国勢調査局に拠れば、市域全面積は54.34平方マイル (140.74 km2)であり、このうち陸地46.73平方マイル (121.03 km2)、水域は7.61平方マイル (19.71 km2)で水域率は14.00%である。ブランズウィックはカスコ湾の北に位置し、アンドロスコギン川の潮汐上限かつ航行可能上限にある。

### 気候
| ブランズウィックの気候 | ブランズウィックの気候 | ブランズウィックの気候 | ブランズウィックの気候 | ブランズウィックの気候 | ブランズウィックの気候 | ブランズウィックの気候 | ブランズウィックの気候 | ブランズウィックの気候 | ブランズウィックの気候 | ブランズウィックの気候 | ブランズウィックの気候 | ブランズウィックの気候 | ブランズウィックの気候 |
| 月                     | 1月                    | 2月                    | 3月                    | 4月                    | 5月                    | 6月                    | 7月                    | 8月                    | 9月                    | 10月                   | 11月                   | 12月                   | 年                     |
| ---------------------- | ---------------------- | ---------------------- | ---------------------- | ---------------------- | ---------------------- | ---------------------- | ---------------------- | ---------------------- | ---------------------- | ---------------------- | ---------------------- | ---------------------- | ---------------------- |
| 最高気温記録 °F （°C） | 61 (16)                | 59 (15)                | 73 (23)                | 84 (29)                | 94 (34)                | 100 (38)               | 98 (37)                | 104 (40)               | 95 (35)                | 85 (29)                | 74 (23)                | 68 (20)                | 104 (40)               |
| 平均最高気温 °F （°C） | 31 (−1)                | 34 (1)                 | 43 (6)                 | 54 (12)                | 65 (18)                | 74 (23)                | 79 (26)                | 78 (26)                | 70 (21)                | 59 (15)                | 47 (8)                 | 36 (2)                 | 55.8 (13.1)            |
| 平均最低気温 °F （°C） | 10 (−12)               | 14 (−10)               | 23 (−5)                | 33 (1)                 | 44 (7)                 | 53 (12)                | 59 (15)                | 58 (14)                | 50 (10)                | 38 (3)                 | 30 (−1)                | 18 (−8)                | 35.8 (2.2)             |
| 最低気温記録 °F （°C） | −49 (−45)              | −25 (−32)              | −10 (−23)              | 13 (−11)               | 27 (−3)                | 34 (1)                 | 37 (3)                 | 37 (3)                 | 28 (−2)                | 18 (−8)                | 1 (−17)                | −21 (−29)              | −49 (−45)              |
| 降水量 inch （mm）     | 3.72 (94.5)            | 3.55 (90.2)            | 4.37 (111)             | 4.74 (120.4)           | 4.52 (114.8)           | 4.17 (105.9)           | 4.00 (101.6)           | 3.30 (83.8)            | 4.23 (107.4)           | 4.94 (125.5)           | 5.62 (142.7)           | 4.07 (103.4)           | 51.23 (1,301.2)        |
| 出典：weather.com      |                        |                        |                        |                        |                        |                        |                        |                        |                        |                        |                        |                        |                        |

## 教育
ブランズウィック教育部が公立学校を運営している。
- ブランズウィック高校
- 芸術と科学の子供学校
- セントジョンズ・カトリック学校[13]
- ボーディン・カレッジ

## 交通

### 鉄道

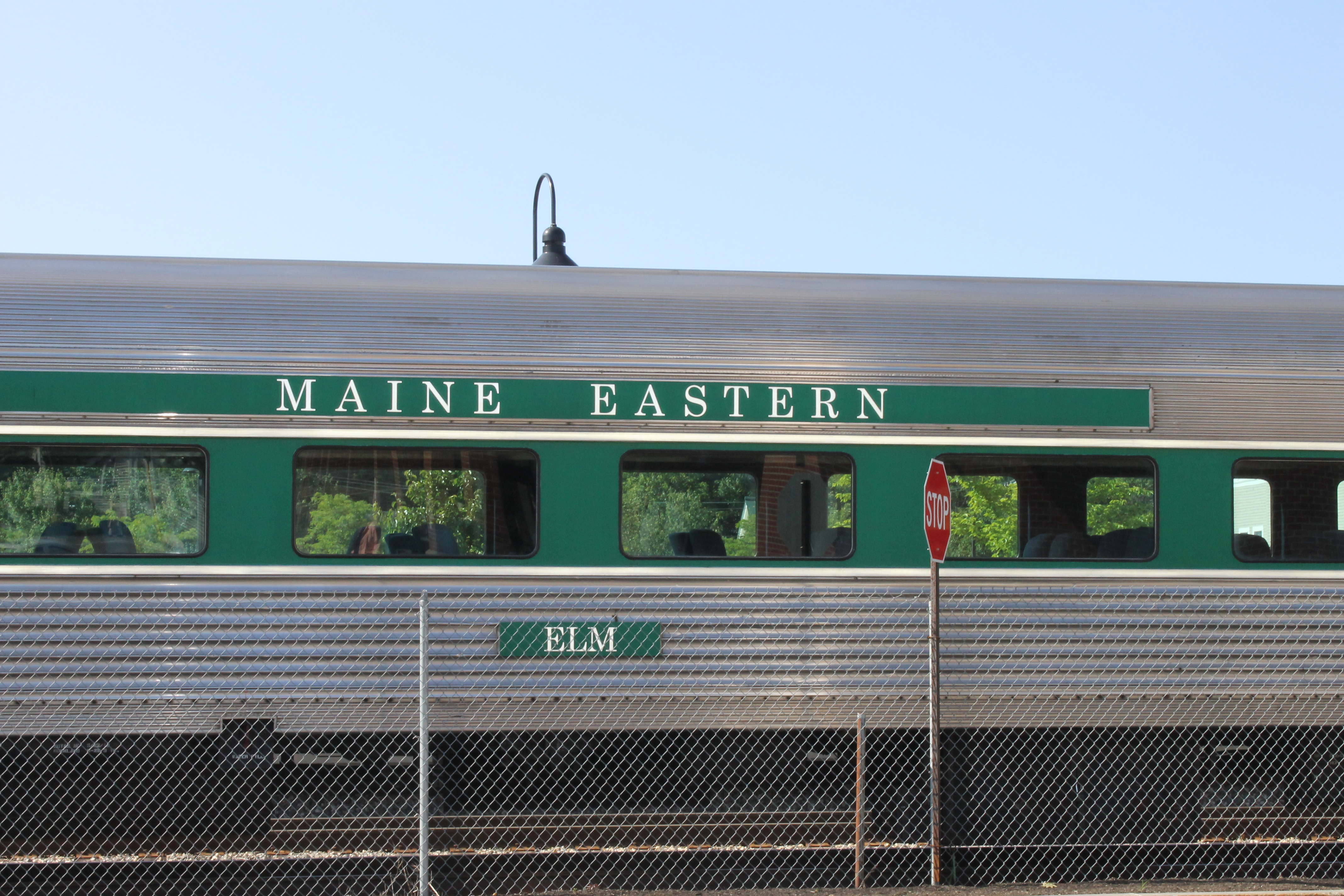
メイン・イースタン鉄道の列車、ブランズウィックのアムトラック駅

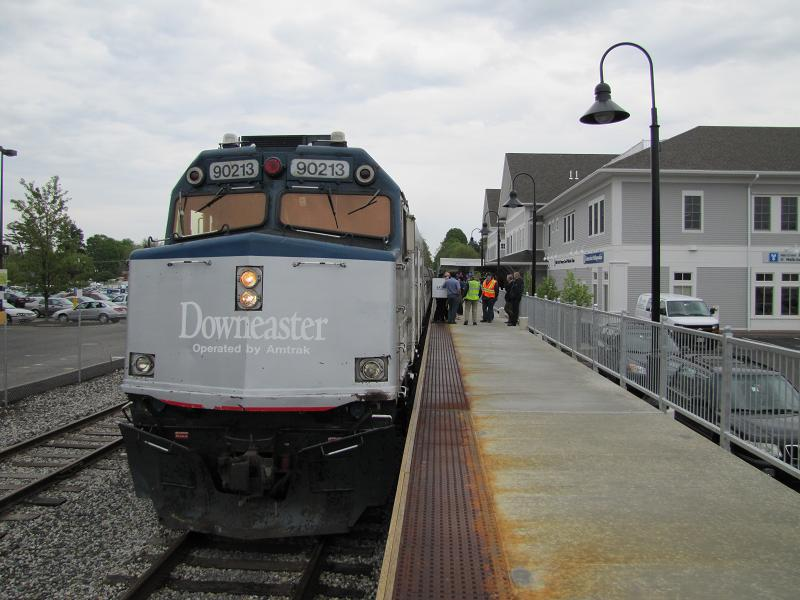
ブランズウィック駅

アムトラックのブランズウィック・メイン・ストリート駅はステーション・アヴニュー16にある。ブランズウィックとボストン間の昼行中距離列車ダウンイースター号の北の終着駅であり1日2往復発着する。（ブランズウィックまで運行する便が当駅に発着）

### 道路
ブランズウィックを州間高速道路295号線、アメリカ国道1号線、同201号線、メイン州道24号線、同123号線、同196号線が通っている。

## 人口動態

### 収入
収入と家計（2000年統計）
- 収入の中央値
  - 世帯: 40,402米ドル
  - 家族: 49,088米ドル
  - 性別
    - 男性: 32,141米ドル
    - 女性: 24,927米ドル
- 人口1人あたり収入: 20,322米ドル
- 貧困線以下
  - 対人口: 8.0%
  - 対家族数: 5.0%
  - 18歳未満: 8.6%
  - 65歳以上: 8.1%

### 2010年国勢調査
以下は2010年の国勢調査による人口統計データである。
| 基礎データ - 人口: 20,278 人 - 世帯数: 8,469 世帯 - 家族数: 4,889 家族 - 人口密度: 167.5人/km2（433.9 人/mi2） - 住居数: 9,599 軒 - 住居密度: 79.3軒/km2（205.4 軒/mi2） 人種別人口構成 - 白人: 93.0% - アフリカン・アメリカン: 1.7% - ネイティブ・アメリカン: 0.3% - アジア人: 2.1% - その他の人種: 0.5% - 混血: 2.4% - ヒスパニック・ラテン系: 2.9% | 年齢別人口構成 - 18歳未満: 19.2% - 18-24歳: 14.1% - 25-44歳: 20.8% - 45-64歳: 27.6% - 65歳以上: 18.2% - 年齢の中央値: 41歳 - 性比（女性100人あたり男性の人口） - 総人口: 89.0 世帯と家族（対世帯数） - 18歳未満の子供がいる: 25.7% - 結婚・同居している夫婦: 44.7% - 未婚・離婚・死別女性が世帯主: 9.7% - 非家族世帯: 42.3% - 単身世帯: 35.1% - 65歳以上の老人1人暮らし: 16.5% - 平均構成人数 - 世帯: 2.19人 - 家族: 2.83人 |

## 見どころ

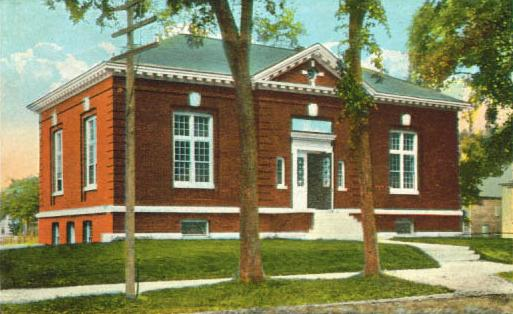
カーティス記念図書館、1915年頃

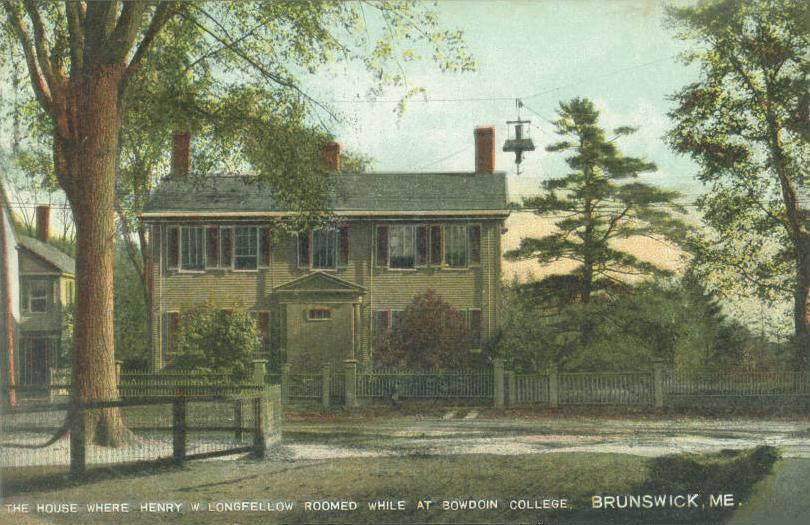
ヘンリー・ワズワース・ロングフェローがボウディン大学の学生だった1825年に下宿した家

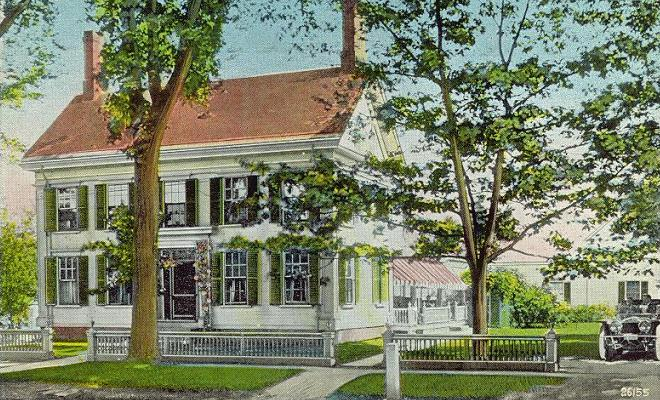
ハリエット・ビーチャー・ストウの家、1850 年から1852年に『アンクルトムの小屋」を書いた

- アンドロスコギン歩道吊り橋
- ペジェプスコット歴史協会[20]
  - ペジェプスコット博物館
  - ジョシュア・L・チェンバレン博物館
  - スコルフィールド＝ウィッティア邸

## 著名な出身者
- ジョシュア・チェンバレン、南北戦争の将軍、第32代メイン州知事
- ヘンリー・ワズワース・ロングフェロー、詩人
- マーク・ロジャース、メジャーリーグベースボール選手、ミルウォーキー・ブルワーズ
- ハリエット・ビーチャー・ストウ、奴隷制度廃止運動家、著作家

## ギャラリー

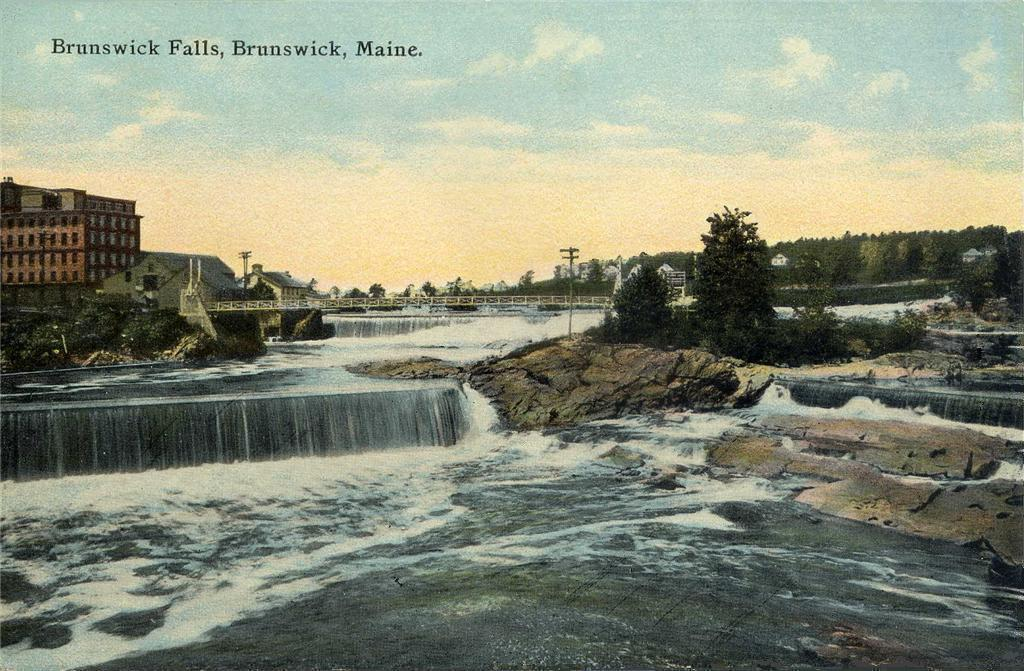
ブランズウィック滝、1912年頃
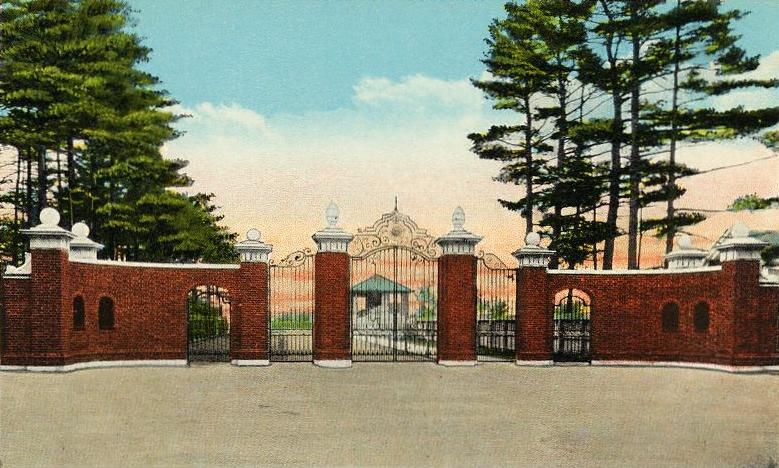
ボーディン・カレッジ正門、1920年頃
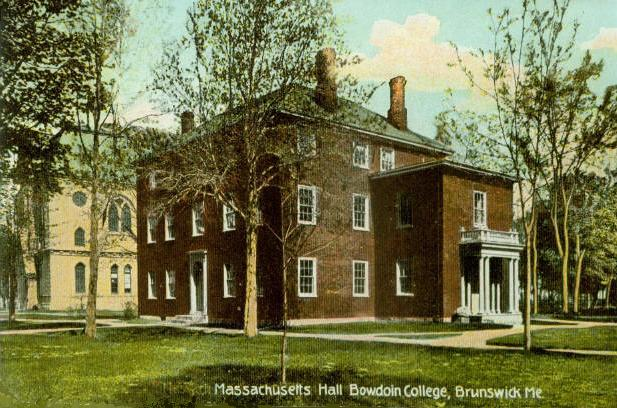
ボーディン・カレッジのマサチューセッツ・ホール、1907年
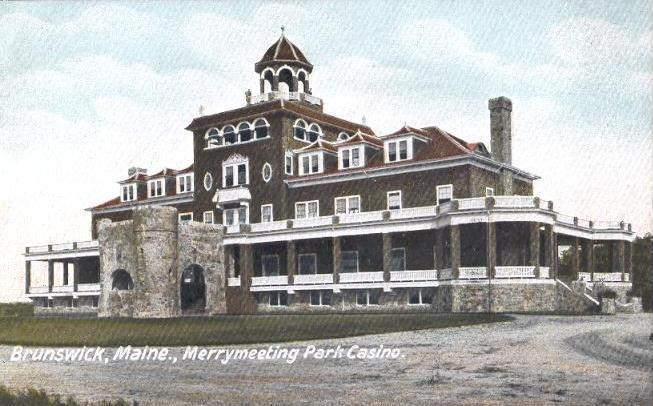
メリーミーティング・パーク・カジノ、1905年頃
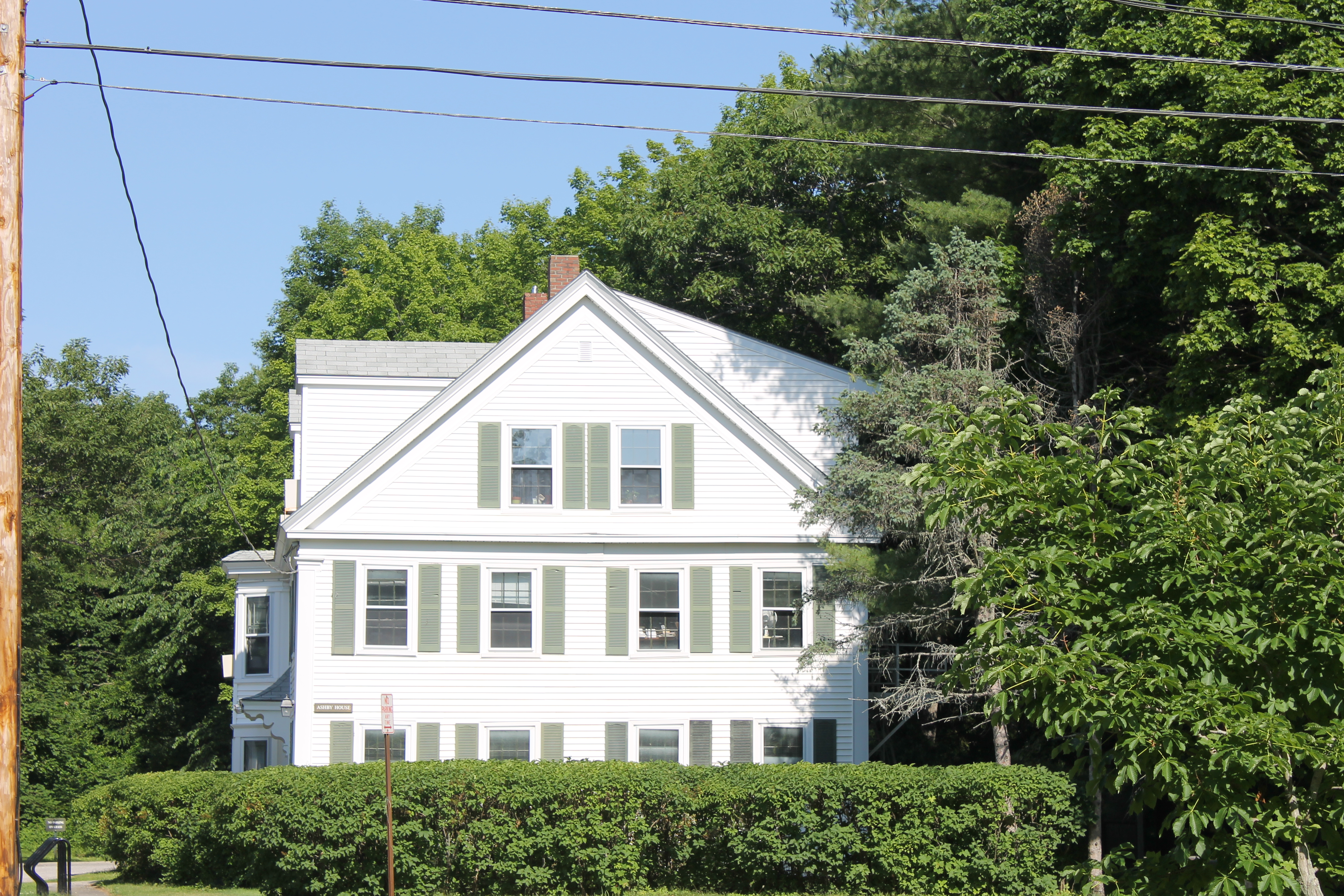
ニューイングランド・ハウス
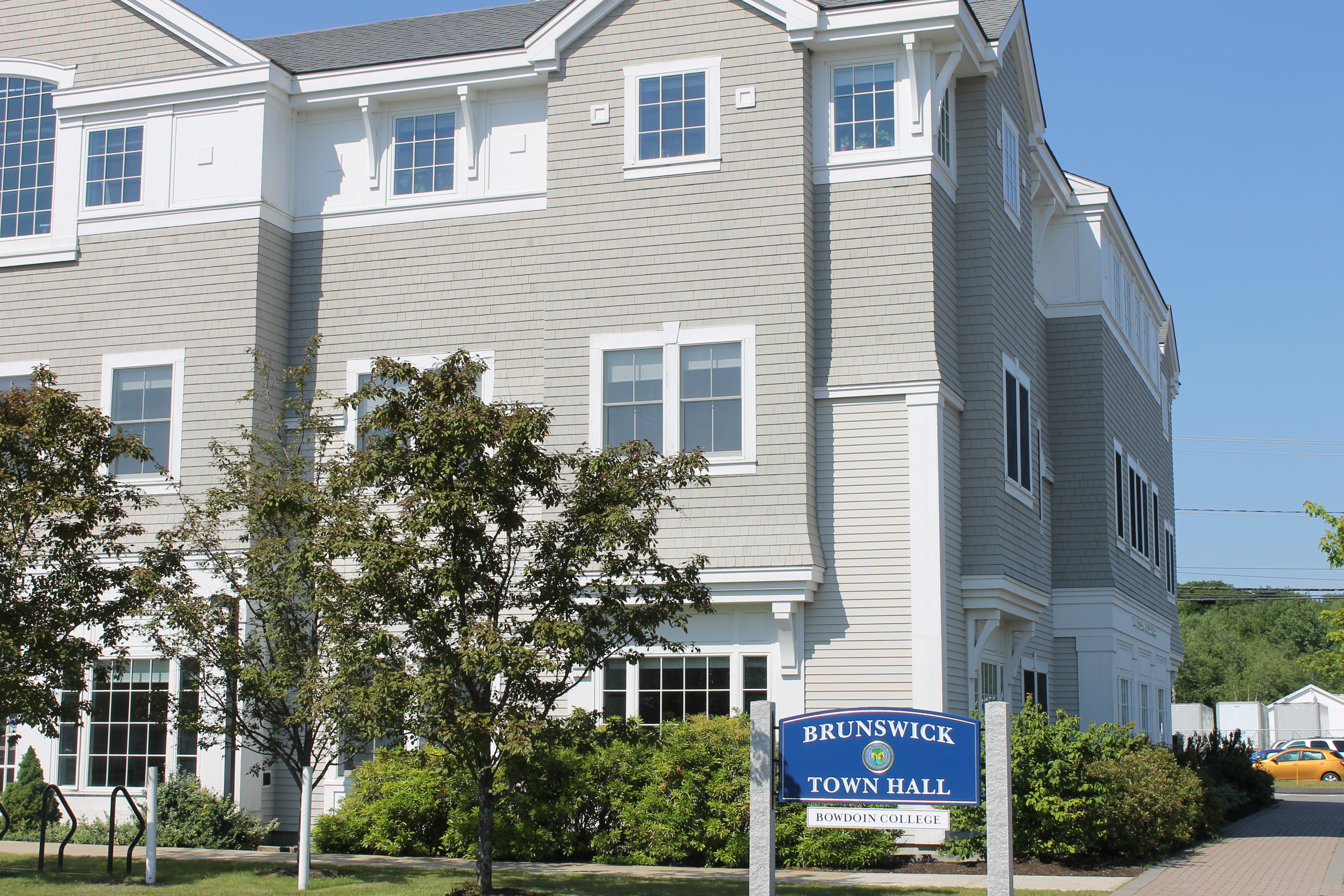
ブランズウィック町役場
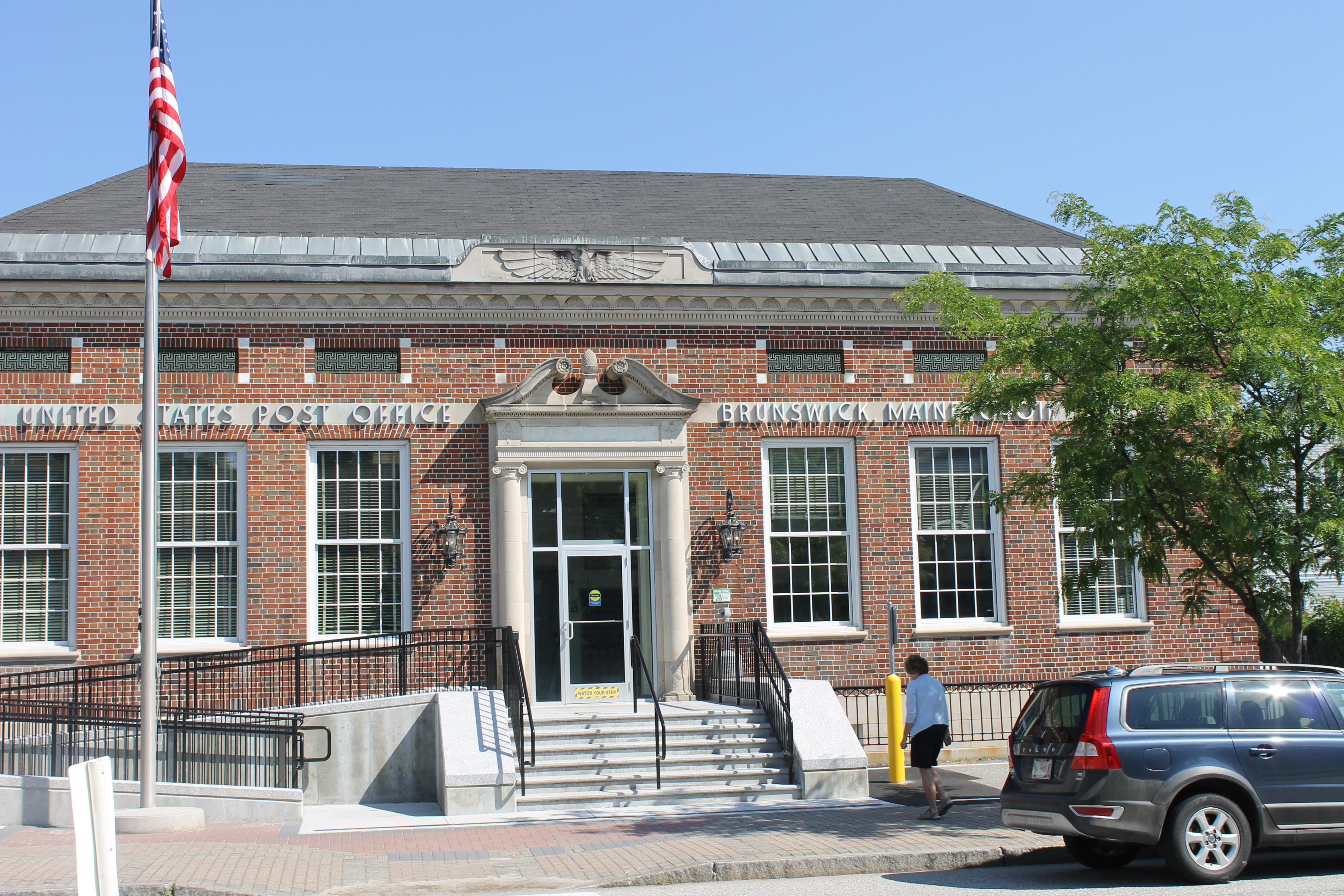
アメリカ合衆国郵便局
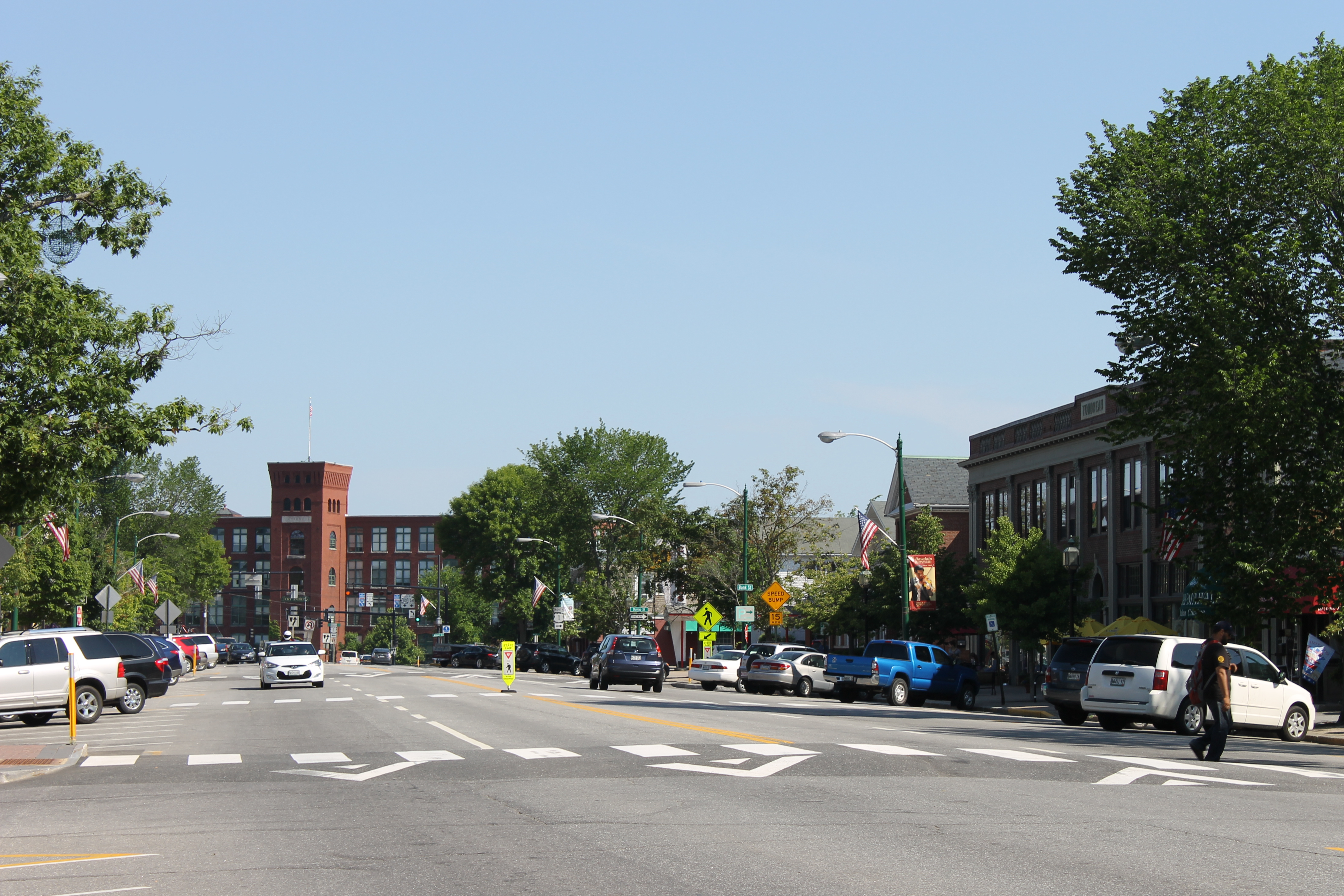
中心街の一部
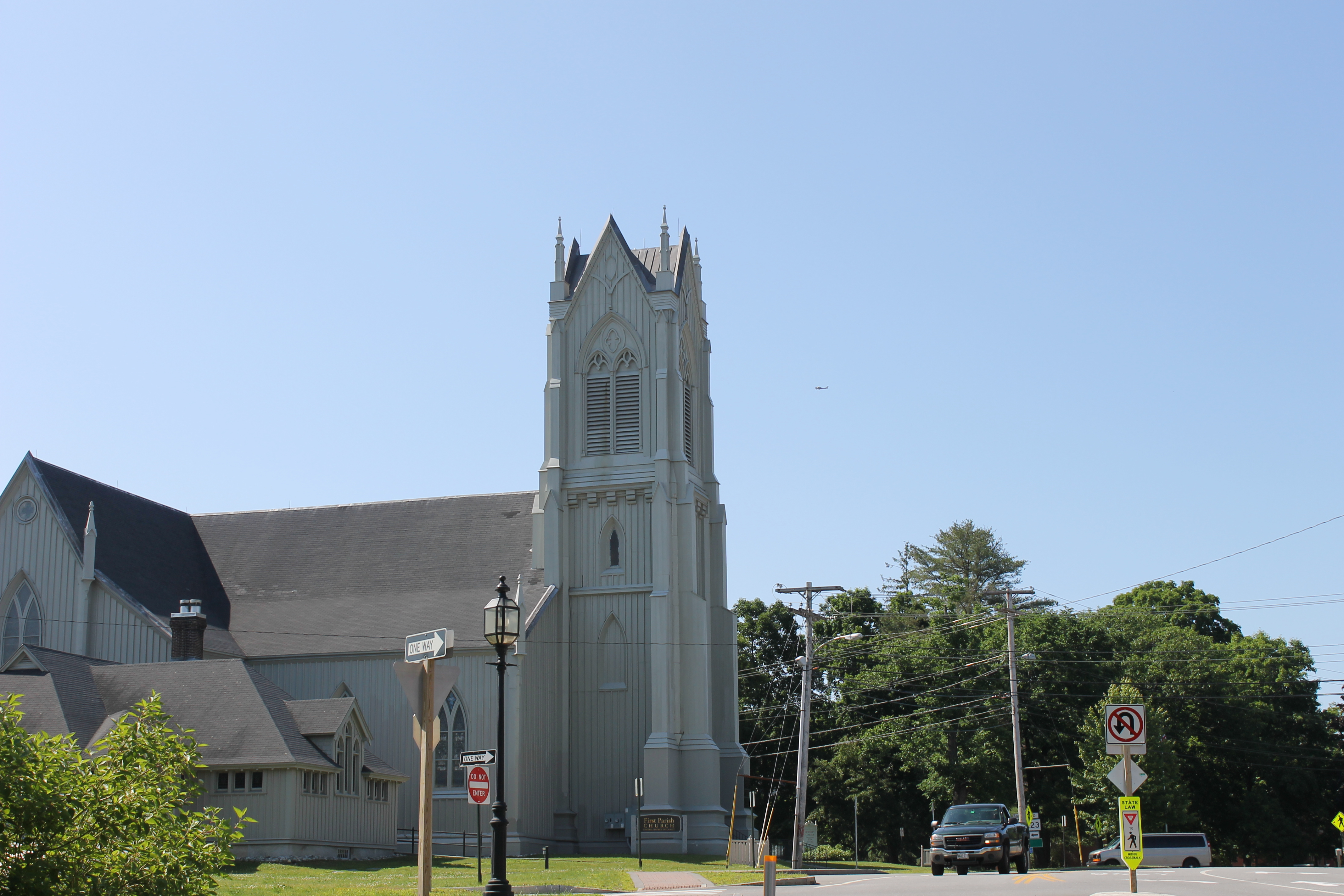
ゴシック復古調建築、第一教区ユナイテッド・チャーチ・オブ・クライスト